# Lucius Minucius Thermus
Lucius Minucius Thermus entstammte dem römischen Geschlecht der Minucier und war 154 und 145 v. Chr. römischer Gesandter in Ägypten.

## Leben
Höchstwahrscheinlich identisch mit dem hier behandelten Lucius Minucius Thermus ist ein vom römischen Historiker Titus Livius erwähnter Lucius Minucius, der von 182 bis 181 v. Chr. Legat des Prätors bzw. Proprätors Quintus Fulvius Flaccus in der Provinz Hispania citerior war. Damals bekämpfte Flaccus erfolgreich die Keltiberer, worüber dann Lucius Minucius Anfang 180 v. Chr. dem Senat Bericht erstattete. Außerdem setzte sich Minucius für Flaccus’ Interessen gegenüber Tiberius Sempronius Gracchus ein, der zum neuen Prätor von Hispania citerior gewählt worden war und daher im Gegensatz zu Flaccus den Verbleib von dessen Armee in der Provinz wünschte.
Als der Konsul Aulus Manlius Vulso 178 v. Chr. militärisch gegen die Histrer vorging, war Lucius Minucius Thermus einer von Vulsos Legaten und informierte am Beginn des nächsten Jahres den Senat über diesen Krieg.
154 v. Chr. erschien Ptolemaios VIII. in Rom und bat um nachdrücklichere Unterstützung für seinen Wunsch, außer dem von ihm beherrschten Kyrene auch die Insel Zypern zu erhalten, die unter der Herrschaft seines älteren Bruders und ägyptischen Königs Ptolemaios VI. stand. Die Senatoren gewährten aber nur einen recht bescheidenen Beistand. Fünf Gesandte, zu denen Lucius Minucius Thermus und Gnaeus Cornelius Merula gehörten, sollten Ptolemaios VIII. bei der Durchsetzung seiner Zypern-Pläne behilflich sein. Für ihre Mission wurden sie mit fünf Penteren ausgestattet. Ptolemaios VIII. geriet jedoch in die Gefangenschaft seines älteren Bruders.
Als Thermus wieder nach Italien kam, wurde er vom berühmten Zensor Marcus Porcius Cato in einer nur sehr fragmentarisch erhaltenen Rede (De Ptolemaeo minore contra Thermum) angeklagt, in der von einem todeswürdigen Verbrechen gesprochen wird. Der Althistoriker Werner Huß hält es danach für möglich, dass Thermus nach der Gefangennahme Ptolemaios’ VIII. für diesen mit Ptolemaios VI. verhandelt und dabei aufgrund einer Bestechung durch Ptolemaios VIII. einen Mordanschlag auf dessen älteren Bruder zu verüben geplant hätte, doch schließlich vom Auftraggeber selbst von diesem Vorhaben abgehalten worden sei. Auch wenn diese Interpretation zutreffen sollte, ist nicht sicher, ob Cato dann mit seinen Beschuldigungen recht hatte. Möglicherweise richteten sich schon frühere Reden Catos gegen Thermus.
Nach dem Tod Ptolemaios’ VI. (145 v. Chr.) führte zunächst dessen Schwester und Witwe Kleopatra II. die Regierung in Alexandria. Bald wurde Ptolemaios VIII. von Gesandten zur Übernahme der Herrschaft eingeladen, traf dabei aber wohl auf Widerstand von Seiten seiner Schwester. Damals befand sich Thermus wiederum als römischer Gesandter in Alexandria; offenbar hatte ihm also Catos Anklage politisch nicht weiter geschadet. Er dürfte als Vermittler zwischen Kleopatra II. und ihrem Bruder aufgetreten sein und dabei vor allem im Sinne der römischen Interessen gewirkt haben.